# Provinz Anta
Die Provinz Anta ist eine von dreizehn Provinzen der Region Cusco in Südzentral-Peru. Sie hat eine Fläche von 1876,12 km². Beim Zensus 2017 lebten in der Provinz 56.206 Menschen. Im Jahr 1993 lag die Einwohnerzahl bei 56.424, im Jahr 2007 bei 54.828. Die Provinzverwaltung befindet sich in Anta.

## Geographische Lage
Die Provinz Anta liegt in den Anden, 20 km westlich der Regionshauptstadt Cusco. Sie hat eine Längsausdehnung in Ost-West-Richtung von etwa 83 km sowie eine maximale Breite von etwa 40 km. Der Oberlauf des Río Apurímac fließt entlang der südwestlichen Provinzgrenze nach Nordwesten. Die Cordillera Vilcabamba, ein vergletscherter Gebirgszug der peruanischen Ostkordillere mit ihrem höchsten Gipfel, dem 6264 m hohen Salcantay, bildet die nordwestliche Provinzgrenze. 
Die Provinz Anta grenzt im Nordwesten an die Provinz La Convención, im Norden an die Provinz Urubamba, im Osten an die Provinz Cusco, im Südosten an die Provinz Paruro sowie im Westen an die Provinzen Cotabambas und Abancay (beide in der Region Apurímac).

## Verwaltungsgliederung
Die Provinz Anta ist in neun Distrikte gegliedert. Der Distrikt Anta ist Sitz der Provinzverwaltung.
| Distrikt      | Verwaltungssitz |
| ------------- | --------------- |
| Ancahuasi     | Ancahuasi       |
| Anta          | Anta            |
| Cachimayo     | Cachimayo       |
| Chinchaypujio | Chinchaypujio   |
| Huarocondo    | Huarocondo      |
| Limatambo     | Limatambo       |
| Mollepata     | Mollepata       |
| Pucyura       | Pucyura         |
| Zurite        | Zurite          |